# اما دنت کود
اما دنت کود (Emma Dent Coad) (نام هنگام تولد: مارگارت ماری دنت) (Margaret Mary Dent) (زادهٔ ۲ نوامبر ۱۹۵۴)‏ یک سیاست‌مدار اهل انگلستان است که از ۲۰۱۷ تا ۲۰۱۹ میلادی به عنوان نمایندهٔ کنزینگتون در پارلمان بریتانیا خدمت کرد. او که عضویت حزب کارگر را دارد، از سال ۲۰۰۶ به بعد عضو شورای منطقه سلطنتی کنزینگتون و چلسی در لندن بزرگ بوده است.

## اوایل زندگی و تحصیلات
دنت کود در استپنی به دنیا آمده و کوچک‌ترین فرزند از شش فرزند خانواده بود. پدر وی چارلز انریکه دنت، مفتخر به نشان فرمانده والا مقام امپراتوری بریتانیا (CBE)، استاد پزشکی بود که اجداد نیمه اسپانیایی داشت و مادر وی مارگارت روت کود، دختر یک کشیش انگلیکان بود که برای ازدواج کردن با مادرش به کاتولیک تغییر مذهب داده بود. او در مدرسه عالی ساکرید هارت که یک مدرسه دستور زبان گزینشی در همرسمیت، لندن است، آموزش دید.
او در ۱۹۹۲ میلادی، با کسب فوق لیسانس خود در رشته تاریخ طراحی، از کالج سلطنتی هنر فارغ‌التحصیل گردید. دنت کود کتاب‌های زیادی در عرصه مهندسی و طرح، از جمله در مورد جاویر ماریسکال نوشته‌است یا به نوشتن آن‌ها کمک کرده‌است، او فعلاً دانشجوی دوره دکترای تخصصی (PhD) در مدرسه مهندسی ساختمان در دانشگاه لیورپول، پیرامون موضوع «ساختن اسپانیای جدید: مهندسی، سیاست و ایدئولوژی در دوران فرانکو، ۱۹۳۹ – ۱۹۷۵ میلادی» است، اما پس از انتخاب شدن به عنوان نمایندهٔ پارلمان، دروس خود را به تعویق انداخته‌است.

## حرفه سیاسی

### حکومت محلی
دنت کود برای نخستین‌بار در ۲۰۰۶ میلادی به عنوان نماینده بخش گلبورن در شورای منطقه سلطنتی کنزینگتون و چلسی انتخاب گردیده و از ۲۰۱۴ تا ۲۰۱۵ میلادی به عنوان رهبر اپوزیسیون و رهبر گروه کارگر این شورا خدمت نمود.
به عنوان عضوی این شورا، او عضویت کمیته‌ها و گروه‌های ذیل را داشت:
- سازمان مدیریت مستاجران (TMO) کنزینگتون و چلسی، سازمانی که مدیریت بخش مسکن در این شورا را بر عهده دارد، از ۲۷ ژوئن ۲۰۰۸ تا ۳۱ اکتبر ۲۰۱۲ (گماشته شده از طرف شورا)[۱۱]
- کمیته بررسی مسکن و املاک در ۲۰۱۳/۱۴ میلادی[۱۲]
- کمیته درخواست‌های برنامه‌ریزی از می ۲۰۱۳ تا ژوئن ۲۰۱۷
- کمیته برنامه‌ریزی از ژوئن ۲۰۱۴ تا ژوئن ۲۰۱۷‏[۱۳]
- اداره برنامه‌ریزی آتش‌سوزی و اضطراری لندن.[۱۴]

#### برج گرنفل
تنها چند روز پس از انتخاب وی به عنوان نمایندهٔ پارلمان، آتش‌سوزی برج گرنفل در حوزه انتخابیه وقت وی رخ داد. در ۱۶ ژوئن، او شورای کنزینگتون و چلسی را مقصر دانسته و ناکامی‌های آن‌ها را علت این آتش‌سوزی خواند. دنت کود این آتش‌سوزی را یک تراژدی «کاملاً قابل جلوگیری» می‌پندارد. او اظهار داشت که «من نمی‌توانم چیزی جز این فکر کنم که مواد خام بی-کیفیت و معیارهای پایین ساخت و ساز ممکن نقشی در این رویداد کریه و نابخشودنی ایفا کرده‌است». دنت کود، نیت این شورا مبنی بر بازسازی این منطقه را به یک تراژدی نسبت داده و بیان داشت که «شورا می‌خواهد تا این منطقه را پُر از مسکن‌های عمومی بسازد و برای رسیدن به این هدف، آن‌ها ساختمانی را که از نظر آن‌ها زشت بود، زیبا ساختند… ایده‌ای که منتهی به این تراژدی وحشتناک شده‌است، واقعاً در تصور نمی‌گنجد».
او پیکارهای را برای ایجاد خانه‌های دائمی جدید برای قربانیان این تراژدی در این منطقه به عوض، «چند تخت خواب کثیف»، به راه انداخته‌است. او افزود که «مردم از آنچه قرار است رخ دهد، واقعاً هراس دارند. آن‌ها باید در داخل کنزینگتون حفظ شوند. هراسی که من دیروز می‌شنیدم این بود که «آن‌ها ما را به پیتربورو یا هیستینگز می‌فرستند»، تمامی مکان‌های که شورا قبلاً تلاش کرده بود تا آن‌ها را بفرستد. مردم می‌خواهند در نزدیکی شبکه‌های خودشان باقی بمانند، جای که کودکان آن‌ها به مدرسه می‌روند و جای که خانواده‌های آن‌ها قرار دارند». فقر در کنزینگتون و آتش‌سوزی، از جمله موضوعات نخستین نطق وی در مجلس عوام در ۲۲ ژوئن ۲۰۱۷ بود.
در ۴ ژوئیه ۲۰۱۷، دنت کود بیان داشت که ساکنان هیچ اعتمادی نسبت به سِر مارتین مور-بیک برای رهبری بررسی آتش-سوزی برج گرنفل ندارند و او را یک «تکنوکرات» که فاقد «اعتبار» است، توصیف کرد. او از درخواست‌های برای «مرمت» این اجتماع با نوسازی دارایی‌های محلی و خدمات، چون یک کالج و یک کتابخانه که تحت خطر قرار داشتند، حمایت نموده و ادعا می‌نماید که بیشتر افراد در شورا این موارد را به عنوان «موارد ناچیز» در مسکن سازی عمومی می‌پندارند.
دنت از درخواستی مبنی بر استعفای رهبران شورای منطقه سلطنتی کنزینگتون و چلسی در لندن بزرگ برای برگزاری انتخابات جدید، حمایت می‌نماید. متصدی پیشین وی در شورا، ویکتوریا بورویک، ادعا کرده‌است که او نیز در رابطه با نوسازی برج گرنفل «مسئولیت مشترک» دارد، چون دنت کود (تا اکتبر ۲۰۱۲) نیز در هیئت سازمان مدیریت مستاجران (TMO) کنزینگتون و چلسی می‌نشست، سازمانی که این برج را مدیریت می‌نمود. در جلسهٔ شورا که به تاریخ ۸ نوامبر ۲۰۱۲ برگزار شده بود، دنت کود از اعلامیه نوسازی برج گرنفل استقبال نموده و اظهار نموده بود که این امر نشان دهنده این است که شورا به حرف‌های ساکنان گوش داده‌است. این نوسازی معمولاً این‌گونه تفسیر می‌شود که شامل نصب‌کردن روکش‌کاری نیز بوده‌است، در حالی که روکش‌ها در تابستان ۲۰۱۶ نصب گردیده و تحسین در جلسه‌ای در ۲۰۱۲ انجام شده که نشان‌دهنده اشتباه است. با این وجود، دنت کود از بورویک درخواست کرده‌است تا این ادعای خود را پس گیرد و استدلال نموده‌است که او زمانی که در سازمان مدیریت مستاجران بود به صورت کل از نوسازی در پاسخ به شکایات در مورد وضعیت برج حمایت کرده‌است، اما تقریباً در همان زمانی که این سازمان روی اصول نوسازی توافق نموده بود، آن را ترک کرد. او در زمانی که قرارداد این نوسازی به ریدان داده شد یا زمانی که گفته می‌شود تصمیم گرفته شد تا در هزینه روکش کاری خارجی صرفه‌جویی شود، در آنجا حضور نداشت.
در یک گزارش ۲۰۱۴/۱۵ میلادی که نام دنت کود نیز در آن ظاهر می‌شود، گزارش شده‌است که کمیته بررسی مسکن، نوسازی این برج را تحت بررسی قرار داد. این گزارش اغلب برای نسبت‌دادن مسئولیت روکش کاری به دنت کود مورد استفاده قرار می‌گیرد، در حالی که روکش کاری در ماه‌های می-ژوئن ۲۰۱۶ نصب شده‌است، از این‌رو این گزارش در واقع در مورد یک نوسازی کاملاً متفاوت است. هنگام مواجه شدن به این ادعا که او نیز قسماً مسئول است، او با خشم این اتهامات را رد نموده و اظهار داشت: «من هیچ تصمیمی را اتخاذ نکردم. من در این سند امضاء نکردم». دنت کود یک استدلال متقابل را با جزئیات از طریق یک بلاگ محلی به‌نام از لانه زنبور سرخ (From The Hornet's Nest) منتشر نموده و طی آن بیشتر این اتهامات را رد کرد.
دنت کود به‌طور کل منتقد برنامه قرضه هم‌گانی (Universal Credit) بریتانیا بوده و او همچنین چندی قبل از کریسمس ۲۰۱۸ از تصمیمی مبنی بر خارج‌کردن کنزینگتون از قرضه هم‌گانی انتقاد نمود. مدعیان باید پنج هفته منتظر نخستین پرداخت خود باشند که به گفته دنت کود، پذیرفتنی نیست. دنت کود نمی‌خواست تا به خانواده‌های که از قبل در اثر آتش‌سوزی گرنفل «بسیار متضرر شده‌اند» درد بیشتری تحمیل گردد. دنت کود گفت، «این غیرقابل تصور است، آن‌ها حالا یک کریسمس دیگر در پیش دارند و پریشان هستند که آیا خواهند توانست مواد غذایی بخرند یا خیر، هدیه برای کودکان شان را کنار بگذارید». دنت کود بیان داشت که درخواست پیش‌پرداخت برای کریسمس منتج به این خواهد شد که افراد «چندین ماه آینده را بدون این‌که درآمد کافی برای پرداخت هزینه‌های شان داشته باشند»، سپری نمایند.